# Zbigniew Rau
Zbigniew Rau (Lodz, 3 de febrero de 1955) es un político, abogado, diplomático y Ministro de Relaciones Exteriores de Polonia desde 26 de agosto de 2020 al 27 de noviembre de 2023. Anteriormente se desempeñó como voivoda y gobernador del voivodato de Łódź desde 8 de diciembre de 2015 al 11 de noviembre de 2019.

## Trayectoria
Zbigniew Włodzimierz Rau estudió en la Facultad de Derecho y Administración de la Universidad de Łódź, donde obtuvo su maestría en 1977 y su doctorado en 1982. Miembro desde su creación en 1981 del sindicato Solidarność, se benefició en los años 1980 de becas que le permitieron realizar estudios e investigaciones en varios países, incluidos Alemania Occidental, los Países Bajos, el Reino Unido, los Estados Unidos o Australia. Regresó definitivamente a la Universidad de Łódź en 1995 y recibió su habilitación universitaria con una tesis titulada Contractarianism versus Holism: Reinterpreting Lockes Two Treatises of Government.
Un año más tarde, se convirtió en jefe del departamento de doctrina política y jurídica. En 1998, fue nombrado delegado del rector de la rama de la Universidad de Łódź en Tomaszów Mazowiecki. Desde 2001 dirigió la cátedra de Filosofía del Derecho y Ética en la Escuela Salesiana de Economía y Gestión en Łódź. En 2005 fue ascendido a profesor de ciencias jurídicas. Fundó y dirigió el Centro de Investigaciones sobre Pensamiento Político y Jurídico Alexis-de-Tocqueville. También es miembro del consejo científico de la revista trimestral Prawo i Więź.
En 2005, se unió al comité de apoyo de Lech Kaczyński con vistas a las elecciones presidenciales. En el mismo año, presentó su candidatura a las elecciones generales y fue elegido senador en la lista de Ley y Justicia en la circunscripción de Piotrków. Durante su mandato, representó al parlamento polaco en la Asamblea Parlamentaria del Consejo de Europa. No se presentó a la reelección en las elecciones legislativas anticipadas de 2007. En septiembre de 2008, fue elegido para la dirección de la asociación Ziemia Łódzka XXI. También es miembro del consejo nacional del movimiento Polonia XXI.
El 8 de diciembre de 2015, fue nombrado Voivoda de Łódź. En las elecciones de 2019, obtuvo un mandato de diputado por el distrito electoral de Łódź y en consecuencia, dejó su cargo de voivoda. Fue elegido presidente del Comité de Asuntos Exteriores y en 2020 se convirtió en presidente de la delegación del parlamento polaco en la Asamblea Parlamentaria del Consejo de Europa. Se declara opuesto a los derechos de las minorías sexuales, criticando la “ideología LGBT+” como una “civilización de muerte anticristiana”.
El 20 de agosto de 2020, tras la renuncia de Jacek Czaputowicz, el presidente del Consejo de Ministros Mateusz Morawiecki lo propone para la cartera de Ministro de Relaciones Exteriores y el presidente de la República Andrzej Duda lo designa como 26 de agosto de 2020.